# 오타와라정
오타와라정(大田原町)은 도치기현의 북동부, 나스군에 속했던 정이다.

## 역사
- 1889년 4월 1일 - 정촌제 시행에 의해 나스군 오타와라정이 성립하였다.
- 1954년 12월 1일 - 지카소노촌, 가네다촌과 합병해 오타와라시가 신설되었다.